# 王庆生
王庆生（1914年—1998年），男，山西平遥人，中华人民共和国军事人物，中国人民解放军少将，曾任兰州军区副政治委员。